# 平克尼 (紐約州)
平克尼（英語：Pinckney）是一個位於美國紐約州劉易斯縣的鎮。

## 人口
根據2020年美國人口普查的數據，平克尼的面積為106.49平方千米，當中陸地面積為106.12平方千米，而水域面積為0.47平方千米。當地共有人口313人，而人口密度為每平方千米3人。